# Christian Bruhn
Pour les articles homonymes, voir Bruhn.
Christian Hans Bruhn (né le 17 octobre 1934 à Wentorf bei Hamburg) est un compositeur allemand.
Il a composé de plusieurs chansons pour des interprètes allemands, français ou britanniques.
Il a aussi écrit la musique de plusieurs séries télévisées allemandes des années 1960 aux années 1980.
Il est le président du conseil de surveillance de la GEMA.

## Principales chansons
Avec Mireille Mathieu :
- An einem Sonntag in Avignon
- Es geht mir gut, Chéri
- Nimm noch einmal die Gitarre
- Hinter den Kulissen von Paris
- Wenn es die Liebe will (L’amour oublie le temps)
- Korsika (Corsika)
- Akropolis Adieu (Acropolis Adieu)

Avec France Gall :
- Ein bißchen Goethe, ein bißchen Bonaparte
- Der Computer Nr. 3

Avec Katja Ebstein :
- Es war einmal ein Jäger
- Wunder gibt es immer wieder, paroles de Günther Loose

Avec Gitti & Erika (les sœurs Brigitte Feller et Erika Bruhn) :
- Heidi
- Aus Böhmen kommt die Musik, paroles de Robert Jung

Avec Erika Bruhn :
- Patrik Pacard

Avec Manuela (chanteuse) :
- Monsieur Dupont

Avec Dorthe Kollo :
- Wärst du doch in Düsseldorf geblieben

## Musique de séries télévisées
- 1969-1970 : Fifi Brindacier
- 1975 : Sinbad
- 1980 :  Capitaine Flam (version allemande)
- 1981 : Silas
- 1982 : Jack Holborn
- 1984 : Les Aventures du jeune Patrick Pacard
- 1985 : Alice au pays des merveilles